# Метафосфатні кислоти
Ме́тафосфа́тні кисло́ти — неорганічні сполуки, циклічні фосфоровмісні кислоти олігомерного складу (HPO3)n, де n≥3. Утворюють ряд солей — метафосфатів. Найпоширенішими представниками є цикло-тетраметафосфатна і цикло-триметафосфатна кислоти.

## Отримання
Метафосфатні кислоти утворюються при розчиненні оксиду фосфору(V) у воді за низької температури (за високої утворюватиметься ортофосфатна кислота). Основним продуктом взаємодії є циклічна тетраметафосфатна кислота, однак може відбуватися частковий гідроліз оксиду із розривом одного зі зв'язків P—O, що веде до утворення цикло-триметафосфатної та ортофосфатної кислот:
{\displaystyle \mathrm {P_{4}O_{10}+2H_{2}O{\xrightarrow {0^{o}C}}(HPO_{3})_{4}} }
{\displaystyle \mathrm {P_{4}O_{10}+3H_{2}O{\xrightarrow {0^{o}C}}(HPO_{3})_{3}+H_{3}PO_{4}} }
Іншим способом отримання метафосфатних кислот є взаємодія P4O10 із сильними кислотами типу перхлоратної або нітратної (безводними):
{\displaystyle \mathrm {nP_{4}O_{10}+4nHClO_{4}{\xrightarrow {-25^{o}C,\ O_{3}}}\ 4(HPO_{3})_{n}+2nCl_{2}O_{7}} }
{\displaystyle \mathrm {nP_{4}O_{10}+4nHNO_{3}{\xrightarrow {0^{o}C}}\ 4(HPO_{3})_{n}+2nN_{2}O_{5}} }

## Хімічні властивості
У гарячій воді метафосфатні кислоти гідратуються з утворенням ортофосфатної кислоти:
{\displaystyle \mathrm {(HPO_{3})_{n}+nH_{2}O\rightarrow nH_{3}PO_{4}} }
Сполуки проявляються слабкі кислотні властивості. При обережній обробці їх лугами (за низької температури) утворюються олігомерні метафосфати:
{\displaystyle \mathrm {(HPO_{3})_{n}+nNaOH{\xrightarrow {0^{o}C}}\ (NaPO_{3})_{n}+nH_{2}O} }
При слабкому нагріванні луги взаємодіють з утворенням суміші поліфосфатів (зокрема, пірофосфатів та трифосфатів):
{\displaystyle \mathrm {(HPO_{3})_{n}+NaOH_{(conc.)}{\xrightarrow {40^{o}C,\ -H_{2}O}}\ Na_{4}P_{2}O_{7}+Na_{5}P_{3}O_{10}} }

## Заходи безпеки
При контакті зі шкірою метафосфатні кислоти залишають опіки, також можуть подразнювати очі. У випадку потрапляння на шкіру, одяг або в очі необхідно терміново промити місце контакту великою кількістю води; при проковтуванні речовини необхідно промити рот, забороняється викликати нудоту.
При використанні кислот у роботі слід користуватися захисними окулярами, гумовими рукавичками та кислотостійким одягом.

## Застосування
Метафосфатні кислоти застосовуються у фармацевтиці, біохімічному аналізі, клінічній хімії та ветеринарії.